# Christian Scaroni
Christian Scaroni (Brescia, 16 oktober 1997) is een Italiaans wielrenner die sinds 2023 rijdt voor Astana Qazaqstan Team.

## Carrière
In 2015 won Scaroni de nationale wegtitel bij de junioren, voor Simone Bevilacqua en Edoardo Faresin. Als belofte behaalde hij podiumplaatsen in onder meer de Ronde van Belvedere en de Toscana-Terra di Ciclismo en werd hij vierde in het door Marc Hirschi gewonnen Europese kampioenschap op de weg. In 2019 maakte hij deel uit van de beloftenformatie van Groupama-FDJ. Namens die ploeg won hij onder meer het bergklassement in de Ronde van Normandië en het jongerenklassement in de Ronde van de Jura. In de Ronde van Italië voor beloften eindigde hij driemaal in de top tien van een etappe en werd hij dertiende in het eindklassement, op bijna zeventien minuten van winnaar Andrés Ardila.
In 2020 werd Scaroni prof bij Gazprom-RusVelo. Bij zijn debuut voor de ploeg eindigde hij op plek 28 in de Trofeo Serra de Tramuntana. Later dat jaar maakte hij zijn debuut in de World Tour door te starten in de UAE Tour. In twee van de vijf etappes trok Scaroni ten aanval. In de vijfde etappe won hij de tussensprint in Green Mubazzarah. In zijn tweede seizoen bij de ploeg won hij het bergklassement in de Ronde van Sicilië door in de laatste etappe als eerste boven te komen op de Portella Mandrazzi en zo Alejandro Valverde en Ben King voor te blijven in de eindrangschikking. In het najaar werd Scaroni onder meer dertiende in de Ronde van Emilia en tiende in de eerste editie van de Veneto Classic.
Het seizoen 2022 begon voor Scaroni in Valencia, waar hij deelnam aan de Ronde van Valencia. Nadat de UCI naar aanleiding van de Russische invasie van Oekraïne de licentie van Gazprom-RusVelo introk, zat Scaroni per 1 maart van dat jaar zonder ploeg. Namens een Italiaanse nationale selectie nam hij wel deel aan onder andere de Wielerweek van Coppi en Bartali en de Adriatica Ionica Race. In die laatste wedstrijd won hij zowel de eerste als de laatste etappe en eindigde hij, met een voorsprong van veertien punten op zowel Riccardo Lucca als Alessandro Fancellu, bovenaan het puntenklassement. Na een negende plaats op het nationale kampioenschap op de weg tekende Scaroni per eind juli van dat jaar een contract bij Astana Qazaqstan. Zijn debuut voor die ploeg maakte hij een paar dagen later in de Ronde van Polen, waarin een zesde plek in de vierde etappe zijn beste klassering was.
In zijn eerste volledige jaar bij de Kazachse wielerploeg reed hij meerdere meerdaagse wedstrijden, in de Arctic Race of Norway stond hij meermaals op het podium. Ook in 2024 reed hij in Kazachse dienst, veelal als knecht van zijn kopmannen. Een jaar later kwam zijn ploeg in zwaarder weer wegens de vereiste puntengrens om ook in de toekomst een UCI World Tour-ploeg te mogen heten. In de zeven eendagskoersen die hij in het begin van het seizoen reed, finishte hij viermaal op het podium. In de Classic Var liet hij in een sprint om de zege drie Fransen en de Colombiaan Santiago Buitrago achter zich. Direct de volgende dag won Scaroni de eerste etappe in de Ronde van de Alpes-Maritimes. In de volgende etappe wist hij aan te haken in de massasprint en behield hiermee zijn leiderstrui. Hij won zijn eerste eindklassement op profniveau. Als voorbereiding op de Ronde van Italië verscheen hij zevenmaal aan de start in eendaagse wedstrijden, met als beste resultaat een tweede plaats in de Trofeo Laigueglia. Niet veel later startte hij voor de derde maal in de ronde van zijn thuisland, de Giro. Hij was mee in de vroege vlucht in de zevende en de vijftiende etappe, waar hij zijn meerdere moest erkennen in Carlos Verona. Direct de volgende dag liet Scaroni zich weer van voren zien. Ditmaal gingen ploegmaten Lorenzo Fortunato en Fausto Masnada mee. In de finale van de etappe reden Fortunato en Scaroni weg bij hun medevluchters en breidden hun voorsprong uit tot bijna een minuut. Fortunato, leider in het bergklassement, schonk de etappe-overwinning aan Scaroni die hiermee zijn eerste ritsucces boekte in een Grote Ronde.

## Overwinningen
2015
 Italiaans kampioen op de weg, Junioren
2019
Bergklassement Ronde van Normandië
Jongerenklassement Ronde van de Jura
2021
Bergklassement Ronde van Sicilië
2022
1e en 5e etappe Adriatica Ionica Race
Puntenklassement Adriatica Ionica Race
2025
Classic Var
1e etappe Ronde van de Alpes-Maritimes
Eindklassement Ronde van de Alpes-Maritimes
16e etappe Ronde van Italië

### Resultaten in voornaamste wedstrijden
| Jaar | Ronde van Italië | Ronde van Frankrijk | Ronde van Spanje |
| ---- | ---------------- | ------------------- | ---------------- |
| 2022 |                  |                     |                  |
| 2023 | 58e              |                     |                  |
| 2024 | opgave           |                     |                  |
| 2025 | 40e (1)          |                     |                  |

| Jaar | Milaan-San Remo | Amstel Gold Race | Luik-Bast.‑Luik | Ronde van Lombardije | Waalse Pijl | Strade Bianche |
| ---- | --------------- | ---------------- | --------------- | -------------------- | ----------- | -------------- |
| 2022 |                 |                  |                 | opgave               |             |                |
| 2023 |                 | opgave           | 87e             | 69e                  | 126e        |                |
| 2024 | 36e             | 32e              | 53e             | opgave               | opgave      |                |
| 2025 |                 | opgave           | 23e             |                      | 23e         | opgave         |

## Ploegen
- 2017 –  Sangemini-MG.Kvis (stagiair vanaf 1 augustus)
- 2019 –  Équipe Continentale Groupama-FDJ
- 2020 –  Gazprom-RusVelo
- 2021 –  Gazprom-RusVelo
- 2022 –  Gazprom-RusVelo (tot 1 maart)
- 2022 –  Astana Qazaqstan Team (vanaf 28 juli)
- 2023 –  Astana Qazaqstan
- 2024 –  Astana Qazaqstan
- 2025 –  XDS Astana Team

Bojev · Canola · D. Cima · I. Cima · Koelikov · Koelikovski · Koerjanov · Koezmin · Koeznetsov · Nekrasov · Nytsj · Rikoenov · Rovny · Rybalkin · Scaroni · Sjaloenov · Strachov · Tsjerkasov · Tsjernetski · Velasco · Karaljok (stagiair)
Bojev · Canola · D. Cima · I. Cima · Kotsjetkov · Kreuziger · Koezmin · Koeznetsov · Nekrasov · Nytsj · Rikoenov · Rovny · Scaroni · Sjaloenov · Strachov · Tsjerkasov · Tsjernetski · Vacek · Velasco · Zakarin · Dversnes (stagiair) · Lucca (stagiair) · Lunder (stagiair)
Canola · Carboni · Conci · Díaz · Fedeli · Kotsjetkov · Kukrle · Lunder · Malucelli · Nekrasov · Nytsj · Piccolo · Rikoenov · Rivera · Rovny · Scaroni · Strachov · Tsjerkasov · Tsjernetski · Vacek · Zakarin
Basso · Battistella · Boaro · Broesenski · Conti · de Bod · de la Cruz · Dombrowski · Fjodorov · Felline · Gazzoli (tot 10/8) · Gïdïç · Groezdev · Henao (tot 31/07) · López · Loetsenko · Martinelli · Moscon · Natarov · A. Nibali · V. Nibali · Nurlykhassym · Pronskïÿ · Raboesjenka · Romo · Scaroni (vanaf 28/07) · Tejada · Velasco · Zacharov · Zejts · Chzhan (stagiair) · Syritsa (stagiair)
Basso · Battistella · Boaro · Bol · Broesenski · Cavendish · Chzhan · de la Cruz · Dombrowski · Fjodorov · Felline · Garofoli · Gïdïç · Groezdev · Laas · Loetsenko · Martinelli · Moscon · Natarov · Nibali · Nurlykhassym · Pronskïÿ · Raboesjenka · Romo · Sánchez · Scaroni · Syritsa · Tejada · Velasco · Zejts
Ballerini · Battistella · Bettiol (vanf 15/8) · Bol · Brusenskii · Cavendish · Charmig · Fjodorov · Fortunato · Garofoli · Gazzoli · Giditş · Groezdev · Kanter · Koezmin · López · Loetsenko · Maroechin · Mulubrhan · Mørkøv · Pronskii · Scaroni · Schelling · Selig · Syritsa · Tejada · Tsjzjan · Umba · Velasco · Vinokoerov · Goyo (stagiair) · Smirnov (stagiair) · Trezise (stagiair)